# Dorte Jensen
Dorte Jensen, de son nom complet Dorte Dalum Jensen, est une footballeuse danoise née le 3 juillet 1978 à Hadsund (Danemark). Elle évolue au poste de latérale gauche.
Dorte possède 41 sélections et 1 but en équipe nationale. Sa première sélection remonte au 15 septembre 1999 lors d'une rencontre face aux Pays-Bas. Elle a participé à l’Euro 2005 et à la Coupe du monde 2007 avec le Danemark.

## Clubs
- Hadsund Boldklub
- Vorup FB
- 1997-2002 : Hei
- 2002-2003 : Liungen IF
- juil. 2004-déc. 2005 : Asker Skiklubb
- 2006-2007 : Djurgardens IP  Suède
- janv 2008-2009 : Olympique lyonnais  France
- depuis 2009 : Team Strømmen  Norvège

## Palmarès
- Championne de France en 2008 et 2009 avec l'Olympique lyonnais
- Vainqueur du Challenge de France féminin en 2008 avec Lyon.
- Demi-finaliste de la Coupe UEFA féminine 2007-2008 avec Lyon